# П'єдіроссо

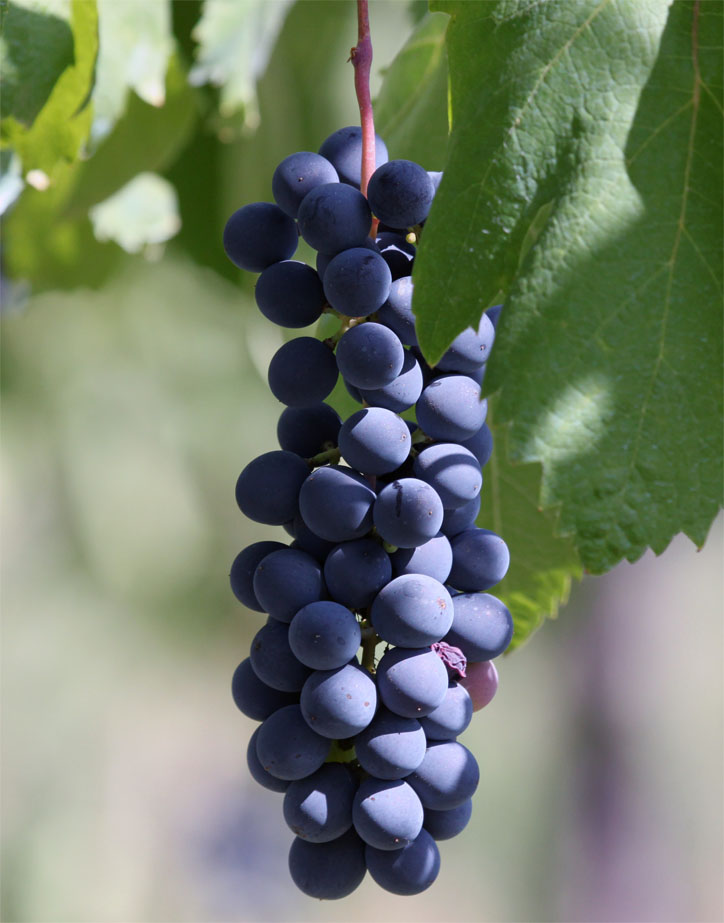
Гроно П'єдіроссо

П'єдіроссо (італ. «Piedirosso») — італійський технічний сорт винограду для виробництва червоного вина. Назва сорту перекладається з італійської як «червоні ноги». Це обмовлено тим, що гребінь має три гілки червонуватого кольору, що нагадують ногу голуба.

## Історія
Сорт має давню історію. Існує думка, що він згадувався Плінієм Старшим.

## Географія сорту

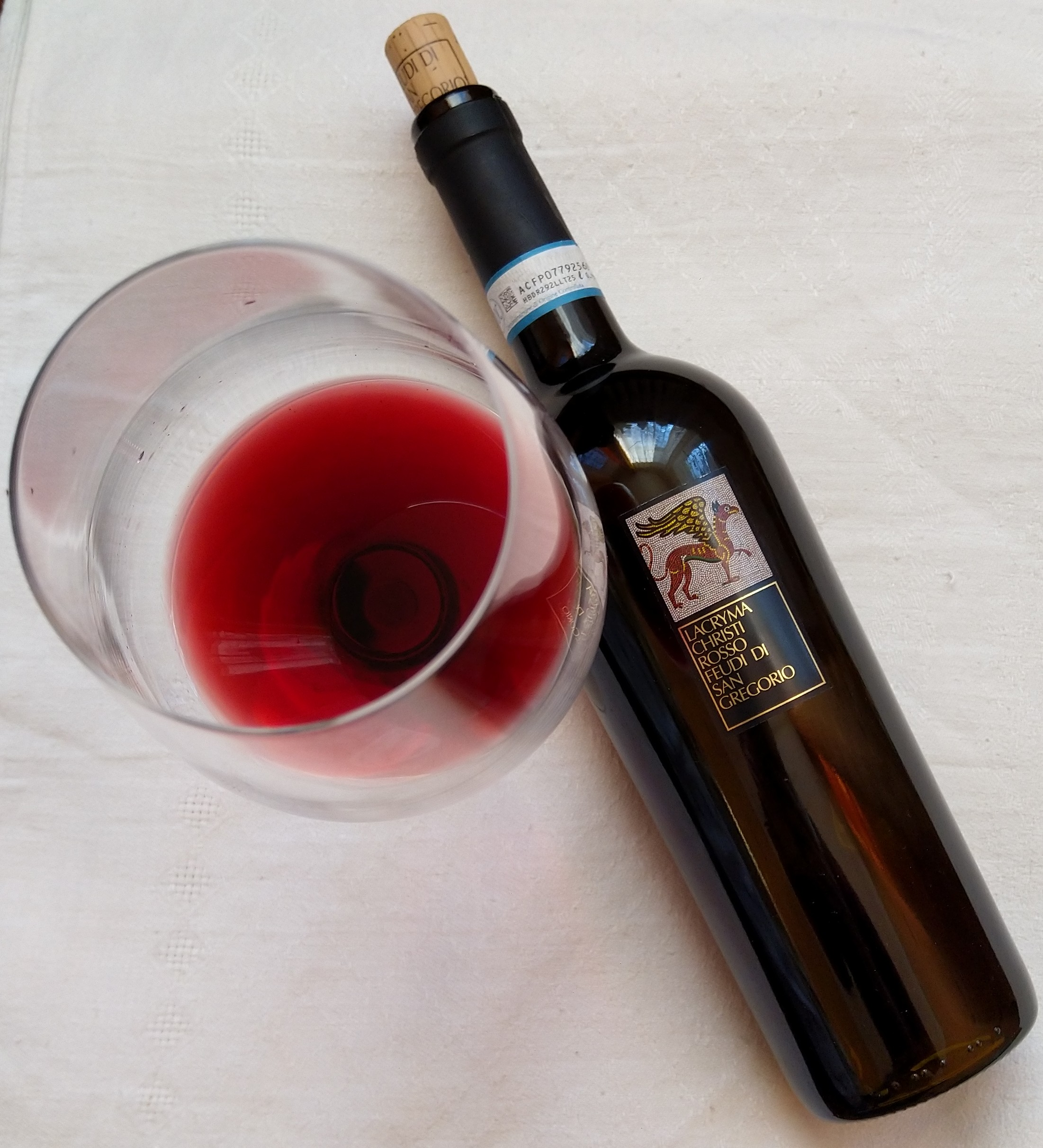
Купажне вино з П'єдіроссо

Сорт є автохтонним для регіону Кампанія. Вирощується в провінціях Неаполь, Казерта і Салерно.

## Характеристики сорту

### Ботанічний опис
Вусики роздвоєні, рідше трійчасті, добре розвинені, червонуватого кольору. Суцвіття пірамідальне, 15-20 см завдовжки. Лист середнього розміру, майже округлий, п'ятилопатевий, рідше трилопатевий. Верхня сторона темно-зелена, блискуча, гладенька. Нижня сторона світло-зелена. Черешок довгий, середньої товщини, круглого перетину з не дуже вираженим каналом, гладенький, зеленого кольору з фіолетовими прожилками.
Гроно технічної стиглості середнє або велике (15-20 см), міцне, з одним-двома добре розвиненими «крилами», середньої щільності. Короткий і міцний квітконос, напівздерев'янілий, яскраво-червоний. Квітконіжки середньої довжини, великі, червоні.
Ягода середнього або великого розміру (діаметр 15,5 мм), близька до сфероїдної форми. Інтенсивна багряно-червона шкірка. М'якоть середньої консистенції зі смаком, що нагадує полуницю, солодка. Сік безбарвний  або зі світло-червоними відблисками. Плодоніжка від ягоди відділяється легко. Насіння винограду грушоподібної форми зі слабко розвиненим «дзьобом», великі, в середньому дві на ягоду.

### Агротехніка
Цвітіння винограду проходить 1-9 червня. Дозрівання винограду відбувається наприкінці вересня. Опадання листя пізнє (до середини жовтня). Сила росту гарна.  Врожайність висока та постійна. Середня кількість суцвіть на пагоні — два. Стійкість до хвороб — нормальна стійкість до борошнистої роси, більш чутлива до ураження пероноспорозом. Висока стійкість до гнилі винограду..

## Синоніми
італ. Piede di colombo, Piede colombo, Perepalummo, Palumbina nera, Piedepalumbo, Strepparossa.

## Характеристики вина
П'єдіроссо використовується зазвичай для виробництва сухих червоних купажних вин, іноді для виробництва моносортових червоних вин. Є одним з основних сортом для виробництва червоного вина в кількох виноробних зонах регіону Кампанія. 
В ароматі вина присутні ноти червоних фруктів та спецій. Смак достатньо м’який, гармонійний. Помірні таніни та свіжа кислотність, п'ється легко. Гарно поєднується з в'яленим та смаженим м'ясом, сирами, піцою, пастою, морепродуктами.